# Liss-Hållsjön
Liss-Hållsjön är en sjö i Tierps kommun i Uppland och ingår i Tämnarån-Forsmarksåns kustområde.